# Antichloris flammea
Antichloris flammea är en fjärilsart som beskrevs av Paul Dognin 1891. Antichloris flammea ingår i släktet Antichloris och familjen björnspinnare. Inga underarter finns listade i Catalogue of Life.